# Alex Party
Alex Party – włoski zespół muzyczny tworzący muzykę eurodance założony w 1993 roku przez braci Paolo i Gianniego Visnadich oraz didżeja Alexa Natale. Wokalistką grupy była Robin Campbell. Projekt został zakończony w 2000 roku.

## Dyskografia

### Albumy studyjne
- Alex Party (1996)